# Бьюэлл, Роберт
Роберт Энтони Бьюэлл (10 сентября 1940 — 24 сентября 2002) — американский серийный убийца, детский убийца, серийный насильник и бывший сотрудник отдела планирования из Акрона, штат Огайо. 

## Дела об убийствах
17 июля 1982 года Буэлл был замечен похищающим 11-летнюю Кристу Ли Харрисон в парке в Маршалвилле, штат Огайо. Тело Кристы было найдено через шесть дней после ее похищения. Она подверглась сексуальному насилию и была задушена. Считается, что ещё две девушки стали жертвами Бьюэлла: Тина Мари Хармон, 12 лет, убита в 1981 году; и Дебора Кэй Смит, 10 лет, убита в 1983 г. Он был признан виновным в убийстве 17 июля 1982 года 11-летней Кристы Ли Харрисон.
Буэлл был казнен, не признав вины, 24 сентября 2002 года, восемнадцать лет спустя с помощью смертельной инъекции. Его последняя трапеза была одной черной оливкой c косточкой.
В 2010 году, через восемь лет после его казни, было обнаружено, что он также убил Тину Мари Хармон.